# Palais Royale
Der Palais Royale ist ein im Bau befindlicher Wolkenkratzer in der indischen Metropole Mumbai. Die Ende 2008 begonnenen Bauarbeiten werden voraussichtlich im Jahr 2017[veraltet] abgeschlossen sein. Das Gebäude soll mit einer Höhe von 320 Metern das höchste der Stadt und ganz Indiens sein. Der Wolkenkratzer wird über 66 Etagen verfügen, in denen Wohnungen untergebracht werden. Das Unternehmen Shree Ram Urban Infrastructure gab den Bau des Gebäudes in Auftrag.